# Darlene Jones
Darlene Jones – australijska judoczka.
Srebrna medalistka mistrzostw Oceanii w 1975. Wicemistrzyni Australii w 1975, 1976 i 1981 roku.